# Built for Blame, Laced with Shame
Built for Blame, Laced With Shame è il quarto EP dei Get Scared, pubblicato il 28 agosto 2012. È l'unico EP in cui Nicholas Matthews, frontman della band, non è presente rimpiazzato da Joel Faviere.

## Tracce
1. Built For Blame – 4:15
2. Problematic – 3:13
3. Cynical Skin – 3:10
4. Keep Myself Alive – 3:37
5. Start to Fall – 3:31
6. Don't You Dare Forget the Sun – 3:14
7. Don't You Dare Forget the Sun (versione acustica) – 3:14 – (Traccia bonus di Spotify)

## Formazione
- Joel Faviere - voce
- Johnny Braddock - chitarra solista, voce
- Bradley "Lloyd" Iverson - basso, voce
- Dan Juarez - batteria, percussioni